# Liberty belle
Liberty Belle es una película francesa dramática de 1983, pero ambientada en París en los años 1950 y 1960. La película cuenta la historia del envolvimiento de unos estudiantes con un grupo que se opone a la guerra de Independencia de Argelia. La película fue estrenada en el Festival de Cannes de 1983 y hoy en día es recordada como el primer filme en el que apareció la actriz Juliette Binoche.

## Sinopsis
En octubre de 1959, Julien Berg está en clase preparatoria de literatura (hypokhâgne, en francés) en un liceo parisino. Los remezones de la guerra en Argelia llegan hasta los claustros escolares y se producen fuertes enfrentamientos entre militantes de la extrema izquierda y los partidarios de la Argelia Francesa. Julien, por tradición familiar, simpatiza con los primeros y termina por involucrarse en la lucha. 
Sin embargo, sus imprudencias y su ingenuidad tendrán consecuencias dramáticas sobre la red de apoyo al Frente de Liberación Nacional (FLN) al cual su profesor de filosofía, Vival, pertenece.

## Premios y reconocimientos
- Premio de la prensa internacional 1984
- Selección al Festival de Cannes Perspectivas 1983

## Reparto
- Jérôme Zucca : Julein
- Dominique Laffin : Elise
- André Dussolier : Vival
- Philippe Caroit : Gilles
- Jean-Pierre Kalfon : Brinon
- Anouk Ferjac : Mother
- Bernard-Pierre Donnadieu : Yvon
- Maurice Vallier : Censeur
- Fred Personne : Pasteur
- Anne-Laure Meury : Corinne
- Marcel Ophüls : Profesor alemán
- Juliette Binoche : Niña en el baile